# Galeops
Galeops é um gênero extinto de terapsídeos, que foi nomeado por Broom em 1912. Atribuído à Galeopsidae por Carroll em 1988.